# 진주시·삼천포시·진양군·사천군
진주시·삼천포시·진양군·사천군은 대한민국의 옛 국회의원 선거구이다. 당시 경상남도 진주시, 삼천포시, 진양군, 사천군 지역을 관할했다.

## 역사
제9대 국회의원 선거를 앞두고 진주시·진양군 선거구와 삼천포시·사천군 선거구가 통합되면서 신설되었다.
제13대 국회의원 선거를 앞두고 진주시 선거구, 진양군 선거구, 삼천포시·사천군 선거구로 각각 분리되면서 폐지되었다.

## 역대 국회의원
| 선거   | 정당 | 정당       | 1위 의원 | 정당 | 정당       | 2위 의원 |
| ------ | ---- | ---------- | -------- | ---- | ---------- | -------- |
| 1973년 |      | 민주공화당 | 최세경   |      | 신민당     | 정헌주   |
| 1978년 |      | 민주공화당 | 구태회   |      | 무소속     | 이상민   |
| 1981년 |      | 민주정의당 | 안병규   |      | 한국국민당 | 조병규   |
| 1985년 |      | 민주정의당 | 안병규   |      | 민주한국당 | 이상민   |

## 역대 선거 결과

### 대한민국 제9대 국회의원 선거
|  | 27.82% |

|  | 17.90% |

|  | 17.82% |

|  | 13.84% |

|  | 12.85% |

|  | 9.74% |

### 대한민국 제10대 국회의원 선거
|  | 27.55% |

|  | 17.85% |

|  | 16.16% |

|  | 12.99% |

|  | 11.93% |

|  | 4.78% |

|  | 4.75% |

|  | 3.94% |

### 대한민국 제11대 국회의원 선거
|  | 32.08% |

|  | 27.35% |

|  | 16.96% |

|  | 10.09% |

|  | 9.91% |

|  | 3.57% |

### 대한민국 제12대 국회의원 선거
|  | 33.39% |

|  | 26.53% |

|  | 21.98% |

|  | 18.08% |